# Schram City, Illinois
Schram City là một làng thuộc quận Montgomery, tiểu bang Illinois, Hoa Kỳ. Năm 2010, dân số của làng này là 586 người.

## Dân số
Dân số qua các năm:
- Năm 2000: 653 người.
- Năm 2010: 586 người.